# 무을중학교
무을중학교(舞乙中學校)는 대한민국 경상북도 구미시 무을면 무등리에 있는 공립 중학교이다.

## 학교 연혁
- 1969년 3월 1일 : 선산중학교 무을 분교 설립인가(3학급)
- 1969년 3월 28일 : 선산중학교 무을분교 개교
- 1973년 3월 1일 : 무을중학교 설립 인가(9학급)
- 1973년 3월 1일 : 초대 권태호 교장 취임
- 1974년 1월 15일 : 무을중학교 제1회 졸업
- 2005년 3월 1일 : 도교육청 지정 문화예술(국악) 연구학교(~07. 02. 28)
- 2008년 12월 19일 : 글마루 도서관 개관식
- 2013년 3월 1일 : 무을중학교, 무을초등학교 통합. 통합학교 초대 김창환 교장 취임
- 2023년 3월 1일 : 무을중학교,무을초등학교 통합학교 제6대 정원숙 교장 취임
- 2024년 1월 8일 : 제51회 졸업식(총 3,385명)
- 2024년 3월 4일 : 11명(남 6명, 여 5명) 입학

## 참고 자료
- 무을중학교 - 한국교육학술정보원 학교알리미